# León Antonio Soto
León Antonio Soto (Ciudad de Panamá, 11 de abril de 1874 - Ciudad de Panamá, 22 de febrero de 1902) fue un poeta y periodista colombiano, partidario de la independencia de Panamá.

## Biografía
Poeta, periodista y patriota defensor de la causa independentista de Panamá, cuando formaba parte de la Gran Colombia. Falleció víctima de una paliza propinada por un soldado, poco después de que diera un discurso patriótico, por lo que no pudo ver a su patria como país libre e independiente, lo que acaeció un año más tarde.
Tuvo su propio periódico político Don Quijote (1899).
Su obra poética fue publicada de forma póstuma primero por Guillermo Andreve y después por la Academia Panameña de la Lengua. Identificado con la corriente del modernismo, sobresalió por su cultivo del soneto endecasílabo y la perfección métrica.
En su honor se convoca anualmente desde 1980 el Concurso de Poesía León A. Soto en la Ciudad de Panamá.
Son célebres algunos de sus poemas, como Mariposas (relacionado con el poema homónimo de Manuel Gutiérrez Nájera), Dora, Eclecticismo o Una chula.